# Eupithecia alishana
Eupithecia alishana är en fjärilsart som beskrevs av Inoue 1970. Eupithecia alishana ingår i släktet Eupithecia och familjen mätare. Inga underarter finns listade i Catalogue of Life.